# 東宮
東宮（とうぐう・みこのみや）、あるいは春宮 （しゅんぐう・はるのみや）とは、皇太子の居所、つまり住居する場所を意味し、転じて、皇太子そのものを意味する言葉にもなった。

## 概要
中国では古代から、東にも春にも五行思想での「若い」という意味があり、また易経では東を『震』＝長男とすることから、皇太子の住居を皇居の東に配したことに由来する。
古代日本の史料における東宮・春宮の初見は、『日本書紀』巻第二十一の
であり、さらに『日本書紀』巻第三十には
とある。同年には無遮大会を東宮に設けた、ともある。
職司として、皇太子の輔導を管掌とする東宮傅、及び東宮学士があり、東宮職に属した。また皇太子の宮の内政を取り扱う役所を春宮坊といい、その付属機関として三監・六省を配下に置いた。